# フランス領南方・南極地域

フランス領南方・南極地域

フランス領南方・南極地域（フランスりょうなんぽうなんきょくちいき、フランス語: Terres australes et antarctiques françaises, TAAF）は、フランスの海外領地の一つ。インド洋南部に位置するアムステルダム島とサンポール島、南極大陸のアデリーランドと、同大陸に近いクローゼー諸島、ケルゲレン諸島、2005年1月3日に編入されたフランス領インド洋無人島群から構成されている。フランス領極南諸島（フランスりょうきょくなんしょとう）とも呼ばれる。
そのほとんどが無人、あるいは研究機関・軍関係者しか住んでいない地域であるため、憲法が定める海外領地の自治形態である海外県 (Départements d'outre-mer; DOM)、Collectivités d'outre-mer (COM)、Pays d'outre-mer (POM) のいずれにも属していない。政庁はケルゲレン諸島のポルトーフランセに置かれている。
南極大陸にあるアデリーランドにはフランスの研究基地であるデュモン・デュルヴィル基地が置かれている。ただし、アデリーランドについてのフランスの主張は国際的には認められていない。フランスも締約している南極条約によって、南極地域における領土主権、請求権は凍結されている。
2024年10月、マダガスカルのアンドリー・ラジョエリナ大統領は、1973年以来マダガスカルが領有権を主張している散在諸島の返還をフランスから得る意向を改めて表明した。

## 行政区画

南極点を中心とした地図

| 地区                           | INSEEコード 公式地理コード | 行政所在地                                | 面積(km2) | 排他的経済水域(km2) |
| ------------------------------ | -------------------------- | ----------------------------------------- | --------- | ------------------- |
| アムステルダム島とサンポール島 | 984 11                     | マルティン・デ・ヴィヴ                    | 66        | 502,533             |
| ケルゲレン諸島                 | 984 12                     | ポルトーフランセ                          | 7,215     | 563,869             |
| クローゼー諸島                 | 984 13                     | アルフレッド・フォール基地                | 352       | 567,475             |
| アデリーランド                 | 984 14                     | デュモン・デュルヴィル基地                | 432,000   | -                   |
| フランス領インド洋無人島群     | 984 15                     | 域外のサン＝ピエール(レユニオン) より管理 | 53.19     | 640,400             |